# グルポ・ララ
グルポ・ララ（スペイン語： Grupo Lala, S.A.B. de C.V.）は、1950年に設立されたメキシコの乳製品会社。本社はドゥランゴ州ゴメスパラシオに所在。ボルサ指数構成銘柄。会長はエドゥアルド・トリシオ(Eduardo Tricio)、CEOはスコット・ランク。

## 歴史
同社は1950年にコアウイラ州トレオンに設立された。2008年には米国に拡大し、ネブラスカ州オマハの製造工場を買収、2009年にはLALAはNational Dairy、Farmland DairiesおよびPromised Landを買収した。現在ラテンアメリカにおいて最大の乳製品会社である。社名は、「ラ・ラグーナ」メイランラグーンが位置するメキシコ北部に位置する地域に由来する。
Grupo Lalaは、Dairy Foods誌の北米でのトップ100の乳製品のトップ100に選ばれました。トップ100にリストされたのはメキシコからの唯一の酪農場でした。
Grupo Lalaは、2009年にDairy Farmers of America、Inc.（DFA）からNational Dairyを購入しました。 Grupo Lalaによる購入前は、National Dairyは、Borden、Dairy Fresh、Velda Farms、Flav-O-Rich、Sinton、Cream O 'Weber、Meyer Dairy、Dairymens、Coburg Dairy、Goldenrod、およびGeorgia Soft Serveを含む多数の乳製品ブランドを取り扱っていました喜び。[要出典]
2009年に、Grupo Lalaは、Dairy Farmers of AmericaからNational Dairy Holdings L.P.を購入しました。 2011年、Grupo Lalaは、Laguna Dairy（現在はBorden Milk Products）という名前でアメリカでの事業を分社化しました。 2016年、Grupo LalaはLaguna Dairyから3つの工場を再取得し、米国に再入国しました。
2017年8月、Gupo Lalaはブラジルの乳製品会社ビゴール(Vigor)、およびイタンベに対するその持分を57億2,500万レアルで買収することに合意した。
Grupo Lalaは、米国およびカナダでのみ生産された製品に基づいて、2017年のFood and誌の上位100社の食品加工誌のリストで39位に選ばれました。

## ブランド
- Lala
- Yomi Lala
- Peti Zoo
- Bio4
- Lalacult
- Nutri Leche
- Los Volcanes
- Monarca
- Mileche
- Boreal
- Break
- Bio Balance
- Siluette
- Natural'es
- Las Puentes
- Borden
- Bell (ララは少数株主である)
- Vigor